# Eugenia plicata
Eugenia plicata là một loài thực vật có hoa trong Họ Đào kim nương. Loài này được Nied. mô tả khoa học đầu tiên năm 1893.